# 1764

## Esdeveniments
- Els austríacs fan una matança a Hongria per sotmetre una revolta

## Naixements
- 8 d'abril, Meulan-en-Yvelines: Sophie de Grouchy, filòsofa, escriptora, salonnière, traductora francesa del segle xviii (m .1822).[1]

- 14 d'abril, París: Firmin Didot, tipògraf i editor (m. 1836)[2]
- 3 de maig, Versalles: Elisabet de França, membre de la família reial executada en el marc de la Revolució Francesa (m. 1794).[3]
- 9 de juliol, Londres, Anglaterra: Ann Radcliffe, novel·lista britànica (m. 1823).[4]
- 5 de setembre, Berlín: Henriette Herz, amfitriona d'un saló literari, primera salonnière jueva de Berlín (m. 1847).[5]
- 24 d'octubre, Berlín: Dorothea Veit, intel·lectual alemanya del romanticisme, escriptora, editora, traductora (m. 1839).[6]
- 1 de novembre: Josepa Domènica Català de Valeriola, aristòcrata valenciana.[7]
- Praga: František Jan Štiasný, violoncel·lista i compositor del Classicisme.

## Necrològiques
- 30 de març: Pietro Antonio Locatelli, compositor i violinista italià (n. 1695)[8]
- 15 d'abril - Versalles, Regne de França: Madame de Pompadour, la més cèlebre de les amants del Lluís XV rei de França (n. 1721).[9]
- 12 de setembre: Jean-Philippe Rameau, compositor i teòric musical francès (n. 1683)
- 22 d'octubre Jean-Marie Leclair, violinista i compositor francès (n. 1697)
- 26 d'octubre - Londres (Anglaterra): William Hogarth, artista britànic, il·lustrador i pintor satíric (n. 1697).[10]
- 30 de novembre, Anvers: Dieudonné Raick, sacerdot, organista i compositor liejés.